# Внешняя политика Катара
Внешняя политика Катара — это общий курс Катара в международных делах. Внешняя политика регулирует отношения Катара с другими государствами. Реализацией этой политики занимается министерство иностранных дел Катара.

## История
В 1990 году произошло иракское вторжение в Кувейт, в результате чего малые государства Персидского залива (в том числе Катар) были вынуждены изменить свои приоритеты в области обороны и внешней политики. Например, Катар финансово поддерживал Ирак во время боевых действий против Ирана, но после атаки Багдада на Кувейт Катар вступил в антииракскую коалицию. Катар раньше являлся политическим и экономическим сторонником Организации освобождения Палестины (ООП) и стал осуждать союзнические отношения между этой организацией и Саддамом Хусейном. Ранее Катар выступал против присутствия военно-морских сил сверхдержав в Персидском заливе, но после иракского вторжения в Кувейт разрешил военным США, Канады и Франции действовать со своей территории.
Совет сотрудничества арабских государств Персидского залива изначально создавался для противодействия иранской угрозе, после Исламской революции в этой стране, как внешней, так и в внутренней в случае Кувейта, Бахрейна и Саудовской Аравии. Совет сотрудничества арабских государств Персидского залива осудил политику Ирака в отношении Кувейта и стал разрабатывать методы защиты от возможных дальнейших иракских вторжений. После окончания международной военной операции и поражения Ирака, Катар и другие члены Совета сотрудничества арабских государств Персидского залива сосредоточили свои усилия на повышении уровня сотрудничества и координации в вопросах взаимной обороны, а также продолжили сотрудничать в социальной, культурной, политической и экономической сферах. Катар, как и Саудовская Аравия, стремился обеспечить собственную безопасность и независимость от внешних сил в регионе.
Война в Персидском заливе сблизила Катар и других членов Совета сотрудничества арабских государств Персидского залива с Египтом и Сирией, двум самым сильным арабским странам антииракской коалиции. В 1987 году египетско-катарские отношения были возобновлены, страны сблизились после саммита Лиги арабских государств, на котором была принята резолюция, позволяющая членам восстанавливать дипломатические связи по своему усмотрению. После окончания войны в Персидском заливе Египет и Сирия получили большие дотации от государств Персидского залива за признательность в их участии в кампании. В январе 1991 года Катар и Сирия подписали соглашение о торгово-экономическом и техническом сотрудничестве.
В сентябре 1971 года Катар стал членом Организации Объединённых Наций после провозглашения независимости. Катар входит в Международную организацию гражданской авиации, Продовольственную и сельскохозяйственную организацию ООН, Международную организацию труда, Всемирную организацию здравоохранения, Всемирный почтовый союз и ЮНЕСКО.
5 июня 2017 года одна за другой ряд стран — соседние Бахрейн, Саудовская Аравия, а также Египет, Объединённые Арабские Эмираты, Йемен, Ливия, Мавритания, Коморы, Мальдивы и Маврикий объявили о разрыве отношений с Катаром из-за его связей с террористическими организациями (в частности, «Фронт ан-Нусра»), вмешательством во внутренние дела государств региона и распространением идеологии «Аль-Каиды», «Братья-мусульмане» и «Исламское государство». 

## Отношения с другими странами
Еще до иракского вторжения в Кувейт, Катар исторически имел тесные отношения со своим более крупным и могущественным соседом Саудовской Аравией. Из-за геополитической обстановки и религиозной близости двух правящих семей (обе придерживаются консервативной ваххабитской интерпретации ислама), Катар поддерживал Саудовскую Аравию во многих региональных и глобальных проблемах. Катар был одной из немногих арабских стран, которые соблюдали полный сорокадневный траурный период после убийства короля Саудовской Аравии Фейсала ибна Абдул-Азиза Аль Сауда в марте 1975 года и смерти короля Халида ибна Абдул-Азиза Аль Сауда в 1982 году. В 1982 году Катар и Саудовская Аравия подписали оборонное соглашение, а также несколько раз Эр-Рияд выступал в качестве посредника в территориальных спорах между Катаром и Бахрейном.
Катар также сумел наладить хорошие отношения с Ираном, несмотря на поддержку Катаром Ирака во время ирано-иракской войны. В 1991 году эмир Катара Халифа бин Хамад Аль Тани приветствовал участие Ирана в мероприятиях по обеспечению безопасности в Персидском заливе. Иран был одной из первых стран, признавших власть эмира Халифа бин Хамад Аль Тани после государственного переворота в 1972 году. Отношения между странами частично основаны на географической близости (между ними налажены важные торговые связи, в том числе паромное сообщение между Дохой и Буширом) и имеющимися взаимными интересами. В 1992 году были разработаны планы по перекачке воды из реки Карун из Ирана в Катар. Иранская община в Катаре достаточно крупная, но интегрирована в общество и не создаёт угрозы для правящего режима. В мае 1989 года Иран требовал у Катара 1/3 сверхгигантского нефтегазового месторождения Северное/Южный Парс, стороны пришли к соглашению о совместном использовании месторождения.
Бахрейнско-катарские отношения отличаются нестабильностью, напряженность исходит из давних территориальных споров. Большая часть разногласий связана с принадлежностью Хавара и соседних островов, о правах на которые заявляют обе страны. В июле 1991 года напряженность в отношениях возросла, после того, как корабли Катара вошли в территориальные воды Бахрейна, а истребители Бахрейна нарушили воздушное пространство Катара. В августе 1991 года стороны передали рассмотрение территориального спора Международному суду ООН в Гааге. Другой спор касался принадлежности заброшенного города Зубарах на северо-западном побережье Катара. Самый серьезный кризис произошел в апреле-июне 1986 года, когда вооружённые силы Катара совершили нападение на коралловый риф в заливе к северу от мухафазы Мухаррак, который был рукотворно превращен в небольшой остров. Катарцы взяли под стражу двадцать девять рабочих, которые были отправлены Бахрейном для строительства гарнизона береговой охраны. Рабочие были освобождены, а военные объекты на острове уничтожены.
Историческая роль Великобритании в Персидском заливе способствовала установлению особых отношений с ее прежними протекторатами. Британско-катарские отношения отличаются нестабильностью. С одной стороны, Катар опасается бывшей колониальной державы, так как помнит недружелюбное поведение британцев при вопросах распределения прибыли от добычи нефти. С другой стороны, долгосрочное присутствие Великобритании в Персидском заливе способствовало установлению крепких политических, экономических и культурных связей между двумя странами. Так, британское посольство в Дохе является единственным дипломатическим представительством в этой стране, владеющим землей под зданием. Кроме того, многие британцы трудоустроены в правительстве Катара в качестве советников. Британские банки и другие предприятия представлены в Дохе. Многие катарцы получили образование в Великобритании, имеют там дома в собственности и регулярно посещают страну.
Американо-катарские отношения были на высоком уровне, но в марте 1988 года резко ухудшились после того, как FIM-92 Stinger американского производства (поставленные неофициально, через черный рынок) были замечены на военном параде в Дохе. Когда правительство Катара отказалось вернуть оружие в Соединённые Штаты или разрешить обследовать их инспекторам, США стали проводить политику сворачивания военного и экономического сотрудничества с Катаром. В 1990 году Катар уничтожил все FIM-92 Stinger и отношения с Вашингтоном улучшились. Кроме того, обе стороны стали тесно сотрудничать в военном плане после вторжения Ирака в Кувейт. Операция «Щит пустыни» и Операция «Буря в пустыне» повлекли за собой дальнейшее улучшение отношений между Катаром и США. 23 июня 1992 года страны подписали двустороннее соглашение о сотрудничестве в области обороны, которое обеспечило доступ Соединенных Штатов к катарским военным базам. Как и Саудовская Аравия, Катар долгое время отказывался устанавливать дипломатические отношения с Советским Союзом. Только летом 1988 года Катар объявил об установлении отношений на уровне послов с Советским Союзом и с Китаем. После распада Советского Союза в 1991 году Катар установил отношения с Российской Федерацией.